# Euron (Mosel)
Der Euron ist ein Fluss in Frankreich, der in der Region Grand Est verläuft.

## Geographie

### Verlauf
Der Euron entspringt an der Gemeindegrenze von Saint-Genest und Rehaincourt, entwässert generell in nordwestlicher Richtung und erreicht unterhalb von Bayon das Tal der Mosel. Ein Teil der Wasserführung mündet bereits hier von rechts in die Mosel, der Rest wird in einen Mühlkanal abgeleitet, der parallel zum Fluss verläuft und erst bei Saint-Mard nach einer Gesamtlänge von 28 Kilometern die Mosel erreicht. Auf ihrem Weg durchquert der Euron die Départements Vosges und Meurthe-et-Moselle.

### Zuflüsse
- Ruisseau de Paleboeuf (rechts), 7,9 km
- Ruisseau le Rouai (links), 1,3 km
- Ruisseau Breuillot (rechts), 2,1 km
- Ruisseau le Fouliot (rechts), 5,9 km
- Ruisseau le Loro (links), 13,3 km
- Ruisseau de Froville (rechts), 1,4 km
- Ruisseau de Haigneville (rechts), 2,2 km

### Orte am Fluss
- Rehaincourt
- Damas-aux-Bois
- Saint-Boingt
- Froville
- Bayon
- Saint-Mard